# Małomir (obwód Jamboł)
Małomir (bułg. Маломир) – wieś w Bułgarii, w obwodzie Jamboł, w gminie Tundża. Według Ujednoliconego Systemu Ewidencji Ludności oraz Usług Administracyjnych dla Ludności, 15 marca 2016 roku miejscowość liczyła 760 mieszkańców.

## Osoby związane z miejscowością
- Sławczo Denczew (1947) – polski naukowiec